# Michał Buchwajc
Michał Buchwajc (ur. 10 lipca 1922 w Warszawie, zm. 17 kwietnia 2008 w Szczecinie) – polski działacz społeczności żydowskiej w Szczecinie, w latach 1990–1993 przewodniczący Kongregacji Wyznania Mojżeszowego, a w latach 1993–2000 Gminy Wyznaniowej Żydowskiej w Szczecinie, wieloletni członek i działacz Towarzystwa Społeczno-Kulturalnego Żydów w Polsce oraz Stowarzyszenia Żydów Kombatantów i Poszkodowanych w II Wojnie Światowej.
Michał Buchwajc został pochowany 23 kwietnia w kwaterze żydowskiej cmentarza Centralnego w Szczecinie.